# Tangara cyanictère
Cyanicterus cyanicterus
Genre
Espèce
Statut de conservation UICN

 LC  : Préoccupation mineure
Le Tangara cyanictère (Cyanicterus cyanicterus) est une espèce de passereaux appartenant à la famille des Thraupidae. C'est la seule espèce du genre Cyanicterus.

## Répartition
On le trouve au Brésil, Guyane française, Suriname et Venezuela.

## Habitat
Il vit dans les forêts humides subtropicales ou tropicales de basse altitude.